# Mohammad Sadeqi
Mohammad Sadeqi (Austria, 8 de enero de 2004) es un futbolista afgano-austríaco que juega como centrocampista en el F. C. Liefering de la 2. Liga.

## Trayectoria
Comenzó su carrera en el SU Roppen, seguido de un breve paso por el FC Wacker Innsbruck, antes de incorporarse a la academia del Red Bull Salzburgo.

## Selección nacional
Es elegible para representar a Austria y Afganistán a nivel internacional.

## Estadísticas

### Clubes
Actualizado al último partido disputado el 25 de noviembre de 2023.
| Club                      | Div.          | Temporada     | Liga  | Liga  | Copas nacionales | Copas nacionales | Copas internacionales | Copas internacionales | Total | Total |
| Club                      | Div.          | Temporada     | Part. | Goles | Part.            | Goles            | Part.                 | Goles                 | Part. | Goles |
| ------------------------- | ------------- | ------------- | ----- | ----- | ---------------- | ---------------- | --------------------- | --------------------- | ----- | ----- |
| F. C. Liefering · Austria | 2.ª           | 2022-23       | 11    | 0     | —                | —                | —                     | —                     | 11    | 0     |
| F. C. Liefering · Austria | 2.ª           | 2023-24       | 9     | 1     | —                | —                | —                     | —                     | 9     | 1     |
| F. C. Liefering · Austria | Total club    | Total club    | 20    | 1     | 0                | 0                | 0                     | 0                     | 20    | 1     |
| Total carrera             | Total carrera | Total carrera | 20    | 1     | 0                | 0                | 0                     | 0                     | 20    | 1     |